# 南信四郎
南 信四郎（みなみのぶ しろう、1916年(大正5年) - 2001年1月16日）は、日本の翻訳家、ロシア研究家。

## 略歴
1916年、北海道小樽で生まれた。ハルピン学院を卒業。卒業後は、同学院助教授を務めた。
太平洋戦争敗戦でソ連の捕虜となり、通訳を務める。帰国後、ロシア語の翻訳、ソ連研究に従事。日ソ学院講師。1962年、ソ連の宇宙飛行士ユーリー・ガガーリンが来日した際には折通訳を務めた。1963年、日ソ産業技術研究所所長。1971年に同所所長を退任後は、後進の指導にあたった。
2001年1月16日、浜松市「聖隷エデンの園」にて逝去。墓所は同市三方原墓園に静江夫人と共にある。

## 著作

### 著書
- 『捕虜通訳記』（ナウカ社） 1949
- 『マルクス・レーニンはどう勉強したか』（三一書房） 1950
- 『簡略商工業和露辞典』（日ソ学院） 1962

### 翻訳
- 『喪われ取り戻された祖国』（イヴァン・ポポフ、三一書房） 1951
- 『地下の党活動 オルグの人々』（イワン・コズロフ、田辺稔共訳、三一書房） 1951
- 『塔の上の旗』（マカレンコ、田辺和香枝共訳 三一書房、マカレンコ著作集3） 1951
- 『教育詩』（マカレンコ、三一書房、マカレンコ著作集5） 1952
- 『愛と規律の家庭教育』 新訳改訂版（マカレンコ 、三一書房、マカレンコ著作集1） 1953、のち新書、のち青木文庫
- 『第二次大戦後の植民地体制』（ヴェ・ア・マスレンニコフ編、三一書房） 1954
- 『芸術性について』（エヌ・シヤモタ、三一書房） 1955
- 『青年のモラル』（エヌ・イ・ボルドィレフ、新興出版社） 1955
- 『全般的危機の諸問題』（ソ同盟科学院経済研究所編、三一書房） 1955
- 『帝国主義戦争の諸原因』（、編訳 三一書房・1955
- 『労働者階級の経済学』（ア・レオンチェフ、編訳、三一書房） 1956
- 『二才から五才まで』（コルネイ・チュコフスキー、編訳、三一新書） 1957
- 『ゴビ砂漠探険記：恐竜の骨をもとめて』（ア・カ・ロジェストヴェンスキー、ベースボール・マガジン社） 1957、のち恒文社
- 『アフリカの旅』（ペ・バラーノフ、ベースボール・マガジン社、スポーツ新書） 1958
- 『釣の思い出』（D・サマーリン編、ベースボール・マガジン社、スポーツ新書） 1958／再刊『シベリアの釣』（恒文社）1995
- 『家庭教育 一歳から青年期まで』（イエ・ア・アルキン、三一新書） 1959
- 『砂漠に書かれた歴史 古代ホレズムの発掘』（エル・ベルシャドスキー、ベースボール・マガジン社、スポーツ新書） 1959、のち恒文社
- 『陸上競技教本』（デ・ア・セミョーノフ編、大島鎌吉共訳、ベースボール・マガジン社） 1959
- 「太平洋漂流四十九日」（イズベスチヤ紙、筑摩書房、『世界ノンフィクション全集5』） 1960
- 『ソ連産業の実態』（ア・エヌ・エフィーモフ監修、三一書房） 1963

## 参考
- 『シベリアの釣』訳者紹介